# ماري شتاين
ماري شتاين (بالإنجليزية: Mary Stein)‏ هي ممثلة أمريكية، ولدت في القرن العشرين في ماركيت في الولايات المتحدة.

## وصلات خارجية
- ماري شتاين على موقع IMDb (الإنجليزية)
- ماري شتاين على موقع ميتاكريتيك (الإنجليزية)
- ماري شتاين على موقع روتن توميتوز (الإنجليزية)
- ماري شتاين على موقع ألو سيني (الفرنسية)
- ماري شتاين على موقع أول موفي (الإنجليزية)
- ماري شتاين على موقع قاعدة بيانات الأفلام السويدية (السويدية)
- ماري شتاين على موقع قاعدة بيانات الفيلم (الإنجليزية)